# Alžírská fotbalová reprezentace
Alžírská fotbalová reprezentace, neboli Les Fennecs (pouštní lišky), je národní tým Alžírska a je řízen alžírským fotbalovým svazem. Na světovou scénu se fotbalisté Alžírska dostali v roce 1963, po získání nezávislosti. Ještě před získáním samostatnosti soutěžili od roku 1957 jako tým FLN. Podařilo se jim kvalifikovat na dvě mistrovství světa po sobě v letech 1982 a 1986. V roce 1990 vyhráli Africký pohár národů, který pořádali.

## Mistrovství světa
Seznam zápasů alžírské fotbalové reprezentace na MS
| Rok    | Výsledek                                        | Soupisky |
| ------ | ----------------------------------------------- | -------- |
| 1966   | Bez účasti                                      |          |
| 1970   | nepostoupili z kvalifikace                      |          |
| 1974   | nepostoupili z kvalifikace                      |          |
| 1978   | nepostoupili z kvalifikace                      |          |
| 1982   | základní skupina                                | Soupiska |
| 1986   | základní skupina                                | Soupiska |
| 1990   | nepostoupili z kvalifikace                      |          |
| 1994   | nepostoupili z kvalifikace                      |          |
| 1998   | nepostoupili z kvalifikace                      |          |
| 2002   | nepostoupili z kvalifikace                      |          |
| 2006   | nepostoupili z kvalifikace                      |          |
| 2010   | základní skupina                                | soupiska |
| 2014   | Vyřazení v osmifinále Německem                  | soupiska |
| 2018   | Nepostoupili z kvalifikace                      |          |
| 2022   | Nepostoupili z kvalifikace                      |          |
| Celkem | Účast – 4× Zlato – 0×, Stříbro – 0×, Bronz – 0× |          |